# 屈打般 (新南威爾斯州)
屈打般是澳洲新南威爾斯州雪梨的一個市區，位於雪梨商業中心區西南方57（35英里）處的金寶鎮市地方政府行政區內，為馬加打地區的一部分。